# Жовтневский сельский совет (Конотопский район)
Жовтневский сельский совет (укр. Жовтневська сільська рада) — входит в состав
Конотопского района
Сумской области
Украины.
Административный центр сельского совета находится в 
с. Куриловка
.

## Населённые пункты совета
- село Куриловка
- село Капитановка